# Rudy Ray Moore
Rudy Ray Moore, all'anagrafe Rudolph Frank Moore (Fort Smith, 17 marzo 1927 – Akron, 19 ottobre 2008), è stato un comico, attore, cantante e produttore cinematografico statunitense, noto negli anni settanta per aver creato il personaggio di Dolemite nell'omonimo film del 1975, che si rivelerà un enorme successo e che darà vita a diversi seguiti.

## Biografia

### Gli inizi
Rudy Ray Moore è nato e cresciuto a Fort Smith, nell'Arkansas. In età adolescenziale si trasferisce dapprima ad Akron, nell'Ohio, e poi a Milwaukee, nel Wisconsin, dove trova lavoro come ballerino in un night club. Ritornato ad Akron, qui vi inizia a lavorare come cantante, ballerino e comico in un club della città facendosi presentare con il soprannome "Prince DuMarr". In seguito si arruolò nell'esercito americano prestando servizio in un'unità di intrattenimento in Germania, dove intratteneva spesso con piccoli esibizioni canore di genere country e R&B facendosi anche soprannominare "Harlem Hillbilly".
Dopo essersi congedato dall'esercito, andò a vivere tra Seattle e Los Angeles, dove continuò a esibirsi in vari club, fino a quando non fu scoperto dal produttore discografico Dootsie Williams, grazie al quale registrò diversi brani musicali per case discografiche quali Federal Records e Imperial Records tra il 1955 e il 1962.

### La nascita diDolemite
Moore, stando a un suo stesso racconto, stava lavorando nel negozio di dischi Dolphin's of Hollywood, quando sentì uno sconosciuto raccontare alcune storie oscene di un tale Dolemite. Moore, incuriosito, iniziò a registrare queste storie e a inserirle nei suoi album musicali, in cui recitava dei versi in rima sessualmente espliciti e che facevano riferimento a temi sensibili come la prostituzione, il gioco d'azzardo e lo sfruttamento, mentre di sottofondo un gruppo di musicisti suonava musica jazz e R&B. Si fece soprattutto influenzare da comici molto più famosi quali Redd Foxx e Richard Pryor. 
Nel 1975 utilizzò la maggior parte dei suoi guadagni per produrre un film dal titolo Dolemite, dove lui stesso è l'interprete protagonista. Il film ebbe un enorme successo e verrà considerato come uno dei migliori sulla blaxploitation degli anni settanta. Ebbe anche tre seguiti: The Human Tornado, The Monkey Hustle e Petey Wheatstraw: The Devil's Son-in-Law. 
Negli anni a venire Moore verrà considerato come una delle maggiori influenze da parte di diversi rapper futuri, tra cui Snoop Dogg, il quale ha anche dichiarato che senza Moore non avrebbe dato inizio alla propria carriera musicale.

### Morte
Rudy Ray Moore morì il 19 ottobre 2008 all'età di 81 anni per complicazioni dovute al diabete.

## Nella cultura di massa
La sua storia fu portata sul grande schermo nel 2019 con il film Dolemite Is My Name, dove Moore è interpretato da Eddie Murphy.